# Rolie Polie Olie : Drôle de cadeau
Pour la série télévisée d'animation, voir Rolie Polie Olie.
Pour plus de détails, voir Fiche technique et Distribution.
Rolie Polie Olie : Drôle de cadeau (Rolie Polie Olie: The Baby Bot Chase) est un film d'animation américano-canadien de Ron Pitts, sorti directement en vidéo le 3 juin 2003 aux États-Unis.
Il est basé sur la série d'animation Rolie Polie Olie.

## Synopsis
Pour la fête de la famille, Olie et Zoé veulent offrir un cadeau très original à leurs parents : une étoile filante. Mais ces derniers sont surpris de les voir revenir à la maison avec des jumeaux très spéciaux. Ils sont adorables, ils peuvent même voler, se transforment en ballons et mangent comme des ogres. Toute la famille s'attache beaucoup à Tim et Ninon, même le pirate Tristus Maximus. Mais il faut retrouver la vraie famille des jumeaux. En réalité, les bébés habitent dans une nurserie en attendant de trouver une famille qui les aime...

## Fiche technique
- Titre original : Rolie Polie Olie: The Baby Bot Chase
- Titre français : Rolie Polie Olie : Drôle de cadeau
- Réalisation : Ron Pitts
- Scénario : Nadine Van der Velde, Scott Kraft et Alice Prodanou d'après les personnages de William Joyce
- Storyboard : Andrew Tan, Lance Taylor, Christophe Villez
- Musique : Brent Barkman, Pete Coulman, Carl Lenox, Tim Thorney, Tom Thorney
- Production : Guillaume Hellouin, Pamela Lehn, Susie Grondin
- Sociétés de production : Sparx Animation Studios, Nelvana
- Sociétés de distribution : Buena Vista Home Video
- Pays d'origine :  Canada /  États-Unis
- Langue originale : anglais
- Format : couleur — Digital  — 16/9 — Dolby Digital
- Genre : animation
- Durée : 69 minutes
- Dates de sortie :
  - États-Unis / Canada : 3 juin 2003
  - France : 4 juin 2011[1]

## Distribution

### Voix originales
- Cole Caplan : Olie
- Kristen Bone : Zowie (Zoé)
- Julie Lemieux : Coochie / Coo
- Catherine Disher : Mom / Tape voice
- Adrian Truss : Dad / Gizmo
- Paul Haddad : Gloomius Maximus / Wally Jolly
- Tedde Moore : Polie-Anna
- Elizabeth Hanna : Kindly Lady
- Kyle Fairlie : Spaceboy
- Richard Binsley : Gene Littlegreen
- Rebecca Brenner : Pollie Pi
- Len Carlson : Spaceboy Announcer
- Juan Chioran : Willy Jolly
- Kristopher Clarke : Billy Bevel
- Jake Goldsbie : Junior Littlegreen
- Ellen-Ray Hennessy : Bonita Bevel
- Sunday Muse : Binky Bevel
- Rob Smith : Spot / Spacedog
- Philip Williams : Baxter Bevel
- Mary Wheat : Kimberly (voix chantée)

### Voix françaises
- Brigitte Lecordier : Olie
- Jessica Monceau : Zoé
- Denis Boileau : Papa
- Françoise Dasque : Maman
- Michel Castelain : Pépé
- Elliot Weill : Billy